# Pellenes badkhyzicus
Espèce
Pellenes badkhyzicus est une espèce d'araignées aranéomorphes de la famille des Salticidae.

## Distribution
Cette espèce est endémique du Turkménistan. Elle se rencontre vers Badkhyz.

## Description
La carapace du mâle holotype mesure 1,85 mm de long sur 1,35 mm et l'abdomen 1,90 mm de long sur 1,20 mm.

## Étymologie
Son nom d'espèce lui a été donné en référence au lieu de sa découverte, Badkhyz.

## Publication originale
- Logunov, Marusik & Rakov, 1999 : A review of the genus Pellenes in the fauna of Central Asia and the Caucasus. Journal of Natural History, vol. 33, no 1, p. 89-148.